# Brachiaria paucispicata
Brachiaria paucispicata là một loài thực vật có hoa trong họ Hòa thảo. Loài này được (Morong) Clayton mô tả khoa học đầu tiên năm 1987.